# Escuintla (Chiapas)
Escuintla es una pequeña ciudad mexicana que se ubica al sur del estado mexicano de Chiapas. Su cabecera municipal es del mismo nombre.
Se localiza en los límites de la Sierra Madre de Chiapas y de la Llanura Costera del Pacífico, predominando el terreno montañoso. El topónimo proviene del náhuatl Itzcuintla, que significa «lugar de perros».
Sus límites son al norte con el municipio de Siltepec, al este, con Motozintla y Huixtla, al sur con Villa Comaltitlán y Acapetahua y al oeste con el municipio de Acacoyagua, en la región del Soconusco.

## Historia

### Época prehispánica y la colonia
Escuintla fue fundada como pueblo en 1486 por el capitán Tiltototl, enviado por el rey mexica Ahuizotl para que conquistara los territorios de la región del Soconusco hasta Nicaragua. La formación del nuevo pueblo, con el nombre de Itzcuintla, se hizo con los habitantes del pueblo viejo y la población que se encontraba diseminada en aldeas. En 1524, la provincia de Xoconochco fue conquistada por Pedro de Alvarado, por tal motivo pasa a depender de la corona española.
En 1611, las autoridades de la Colonia levantaron el primer censo de población, habiendo aparecido Escuintla con 110 habitantes; en 1700, se convierte en la capital de la provincia del Soconusco hasta 1792 en que, por haber sido azotada por un fuerte huracán que la semidestruyó, pasa provisionalmente al pueblo de Huehuetán. Escuintla fue Capital de la Gobernación del Soconusco por mucho tiempo, por tal motivo en el momento que sobrevinieron los acontecimientos relacionados con la independencia Escuintla era un centro de poder importante, familias de gran talla política y económica vieron en Escuintla la oportunidad de crecer y para inicios del siglo XIX Escuintla era junto a Tapachula y Tuxtla de Soconusco los centros más importantes de la región.

### SigloXIX,XXy el inicio del Nuevo Siglo
Los días 24 y 25 de febrero de 1832, se libraron rudos combates en la población y en sus alrededores, tomando parte fuerzas del expresidente de la República Federal de Centroamérica, Don Manuel José Arce y fuerzas guatemaltecas, enviadas en su persecución.
Durante el periodo de la "neutralidad" la población padeció grandes males al tener que gobernarse únicamente por sus autoridades municipales ya que el Soconusco no reconocía ni al gobierno de México ni al de Guatemala; A pesar de los problemas internos mexicanos, las tropas acantonadas en Ciudad Real de San Cristóbal ocupan El Soconusco. Las consultas se suceden, definiéndose en pro de la unión a Chiapas y, por ende, a México. Finalmente 10 de agosto de 1842, por acuerdo de cabildo, Escuintla se reincorpora a la nación mexicana como parte integrante del departamento de Chiapas. Declarándose en acta pública que...
- 1.º El pueblo de Escuintla se reincorpora a la nación Mexicana como parte integrante de Chiapas.
- 2.º En consecuencia queda sometida al Gobierno Supremo de la nación Mexicana y al particular del departamento de Chiapas, y demás autoridades que debe obedecer, lo mismo a sus leyes y sus disposiciones, adhiriéndose a las bases del plan de Tacubaya, que adoptó el ejército al tiempo de la regeneración política.[9]

Durante el siglo XX la historia del municipio se ve envuelta en una serie de sucesos emanados del centro del país, por ejemplo durante el porfiriato se de la inmigración de japoneses, alemanes y chinos lo cual transformará para siempre la cultura del municipio.
Más tarde, en el año de 1925 alentados por el gobierno de Plutarco Elías Calles, surge en México un movimiento cismático que rompe las relaciones del gobierno mexicano con la Iglesia Católica, Apostólica y Romana y su Papado de Roma; naciendo así la Iglesia Católica Apostólica Mexicana. Este movimiento da origen en Escuintla a un conflicto entre el entonces titular de la iglesia de Santo Domingo de Guzmán desde 1920, el cura Rubén Balcázar y el sacerdote José Ramírez, representante del movimiento cismático en Tapachula y que en noviembre de 1925 había tomado el control de la Iglesia de San Agustín en ese municipio, impidiendo que los clérigos reconocidos por la Iglesia Católica Romana oficiaran misa en ese templo.
Es importante señalar, que pese a estos hechos, mientras duro el conflicto las fiestas de Santo Domingo de Guzmán, no dejaron de celebrarse, demostrando el arraigo que estas tienen entre los habitantes del municipio.
El Parque Central fue construido en 1936, el edificio del ayuntamiento en 1942 y los servicios básicos fueron introducidos en su totalidad por allá de los años 1950. Durante todo el siglo XX Escuintla se caracterizó por ser una población pequeña, ganadera y agrícola en su mayoría. Pero iniciado el nuevo Siglo Escuintla ha tenido un crecimiento importante en población y ha pasado a ser una pequeña ciudad comercial ya que cuenta con tiendas de autoservicio, empresas dedicadas a las telecomunicaciones, tres pequeñas industrias, bancos, señal de radio, televisión y multitud de servicios más; haciéndole la competencia a Huixtla que se ha venido estancando hace ya algunos años. El crecimiento de Escuintla se ha denotado mayormente después del año 2005 en que el huracán Stan piso estas tierras y el mundo de alguna forma volteo a ver estos alrededores.

### Cronología Básica
| \| AÑO \| ACONTECIMIENTOS \| \| 1842 \| El 10 de agosto, las autoridades y habitantes de Escuintla hacen constar sus sentimientos y promueven la reincorporación del Soconusco a México, como parte integrante del departamento de Chiapas. \| \| 1883 \| El 13 de noviembre, se divide el estado en 12 departamentos, siendo este parte del Soconusco. \| \| 1915 \| Desaparecen las jefaturas políticas y se crean 59 municipios libres, estando este dentro de esta primera remunicipalización, con las delegaciones de Acapetahua, Acacoyagua y San Felipe Tizapa. \| \| 1962 \| Se pavimentó la carretera costera. \| \| 1976 \| El 31 de julio, por decreto del gobernador Manuel Velasco Suárez la cabecera municipal se eleva a la categoría de ciudad. \| \| 1983 \| Para efectos del sistema de planeación se le ubica en la región VII Soconusco. \| \| 1985 \| Con motivo del 175 aniversario de la Independencia y 75 de la Revolución Mexicana, durante el recorrido nacional, se reciben en la cabecera municipal los símbolos patrios. \| \| 1986 \| Durante el gobierno del general Absalón Castellanos Domínguez se celebró la sesión solemne de Cabildo con la presencia de los 3 poderes del estado y 109 presidentes municipales, para conmemorar los 500 años de fundación del pueblo de Escuintla. \| \| 1990 \| Se crea la casa de la cultura. \| \| 1998 \| El 8 de septiembre, fuertes lluvias afectan seriamente a toda la población. \| \| 2005 \| El huracán Stan causa graves destrozos en la ciudad, siendo los barrios más afectados: Barrio Chino, El manantial y Santo Domingo (Av. Artículo 123). \| \| 2008 \| El comercio se agiliza y empresas transnacionales, además de bancos empiezan a llegar a la ciudad. \| | |
| AÑO | ACONTECIMIENTOS |
| 1842 | El 10 de agosto, las autoridades y habitantes de Escuintla hacen constar sus sentimientos y promueven la reincorporación del Soconusco a México, como parte integrante del departamento de Chiapas.                                                  |
| 1883 | El 13 de noviembre, se divide el estado en 12 departamentos, siendo este parte del Soconusco. |
| 1915 | Desaparecen las jefaturas políticas y se crean 59 municipios libres, estando este dentro de esta primera remunicipalización, con las delegaciones de Acapetahua, Acacoyagua y San Felipe Tizapa.                                                     |
| 1962 | Se pavimentó la carretera costera. |
| 1976 | El 31 de julio, por decreto del gobernador Manuel Velasco Suárez la cabecera municipal se eleva a la categoría de ciudad. |
| 1983 | Para efectos del sistema de planeación se le ubica en la región VII Soconusco. |
| 1985 | Con motivo del 175 aniversario de la Independencia y 75 de la Revolución Mexicana, durante el recorrido nacional, se reciben en la cabecera municipal los símbolos patrios.                                                                          |
| 1986 | Durante el gobierno del general Absalón Castellanos Domínguez se celebró la sesión solemne de Cabildo con la presencia de los 3 poderes del estado y 109 presidentes municipales, para conmemorar los 500 años de fundación del pueblo de Escuintla. |
| 1990 | Se crea la casa de la cultura. |
| 1998 | El 8 de septiembre, fuertes lluvias afectan seriamente a toda la población. |
| 2005 | El huracán Stan causa graves destrozos en la ciudad, siendo los barrios más afectados: Barrio Chino, El manantial y Santo Domingo (Av. Artículo 123).                                                                                                |
| 2008 | El comercio se agiliza y empresas transnacionales, además de bancos empiezan a llegar a la ciudad. |

## Personajes Ilustres
Personajes Ilustres
| PERSONAJES ILUSTRES               | PERSONAJES ILUSTRES                                                                  |
| --------------------------------- | ------------------------------------------------------------------------------------ |
| Manuel Escobar.                   |                                                                                      |
| Dionisio Cabrera (1842).          | Participante en independencia de escuintla en 1842.                                  |
| Silverio Escobar.                 | Participante en el acto de independencia de escuintla en 1842.                       |
| Francisco Cornelio de la Flor.    | Participante independencia de escuintla en 1842.                                     |
| Isaías Hilerio Martínez.          | Fundador de 2 escuelas secundarias.                                                  |
| Dr. Alfonso Morales Zúñiga.       | Destacado oncólogo en el ámbito nacional.                                            |
| Dr. Gilberto Damián Ovalle.       | Médico humanista, investigador y cronista de la ciudad.                              |
| Enrique García De La Cruz.        |                                                                                      |
| Eizi Matuda.                      | Científico Japonés. Investigador de la flora del Soconusco.                          |
| Renzi Otta.                       | Médico y filántropo japonés.                                                         |
| Teófilo Toledo.                   |                                                                                      |
| Tomás Kishimoto.                  |                                                                                      |
| Ruth Estela Morales Zúñiga.       | Primera presidenta municipal, gestionó la construcción del actual palacio municipal. |
| Juan Rodríguez Mejía.             |                                                                                      |
| Esteban Quiyono Bolaños.          |                                                                                      |
| Jesús Cabrera Areola.             | Autor de la monografía de Escuintla.                                                 |
| Enrique García de la Cruz.        | Compositor.                                                                          |
| Jesús Cirilo Rivera Pérez.        | Primer cronista de la ciudad.                                                        |
| José Enrique Sánchez Lima         | Historiador e investigador.                                                          |
| José de Jesús Castellanos Mendoza | Abogado, Filántropo y promotor de la Universidad del Soconusco.                      |

Cronología de Presidentes Municipales
| Presidente Municipal          | Período deGobierno | Partido Político Representado |
| Maximino López López          | 1915               |                               |
| Alfonso Rudamas Trinidad      | 1916               |                               |
| Pedro Hernández Acebo         | 1917               |                               |
| Emilio Escobar Molina         | 1918               |                               |
| Limbano Morales Celaya        | 1919               |                               |
| José Antonio Bolaños Damián   | 1920               |                               |
| Francisco Valencia Macías     | 1921               |                               |
| José Adauto Vázquez           | 1922               |                               |
| José Palacios Ochoa           | 1923               |                               |
| Roselio Campero R.            | 1924               |                               |
| Isaac Morales Damián          | 1925               |                               |
| Eliasin Acebo Cortés          | 1926               |                               |
| Pastor Girón Vera             | 1927               |                               |
| Abdias López Ibáñez           | 1928               |                               |
| Juan Vera Pérez               | 1930               |                               |
| Maximino López López          | 1931-1932          |                               |
| Francisco Valencia Macías     | 1933-1934          |                               |
| Pedro Hernández Acebo         | 1935-1936          |                               |
| José Ramiro Culebro           | 1937-1938          |                               |
| Alfonso Rodríguez Trinidad    | 1939-1940          |                               |
| Sebastián Vázquez             | 1941-1942          |                               |
| Rafael Cruz Calvo             | 1943-1944          |                               |
| Ismael Palacios Rodríguez     | 1945-1946          |                               |
| Francisco Godinez Girón       | 1947-1948          |                               |
| Giro Arteaga Yamamoto         | 1949-1950          |                               |
| José Ramiro Culebro           | 1951-1952          |                               |
| Ricardo Puón G.               | 1953-1955          |                               |
| Ricardo Nakamura R.           | 1959-1961          |                               |
| Rafael Domínguez López        | 1962-1964          |                               |
| Cipriano Becerra Cruz G.      | 1965-1967          |                               |
| Esteban Kiyono                | 1968-1970          |                               |
| Ruth Esthela Morales Zúñiga   | 1971-1973          |                               |
| Heliodoro Moreno Escobar      | 1974-1976          |                               |
| Paula Liy Gutiérrez           | 1977-1979          |                               |
| Romeo Ángel Hiray             | 1980-1982          |                               |
| Cipriano Becerra Cruz         | 1983-1985          | PRI                           |
| Roberto Valencia López        | 1986-1988          | PRI                           |
| Bernardo Nakamura Mitzuno     | 1989-1991          | PRI                           |
| Francisco Pineda Ochoa        | 1992-1995          | PRI                           |
| Romeo Puon Gam                | 1996-1998          | PAN                           |
| Heriberto Mina Altuzar        | 1999-2001          | PRI                           |
| Jorge Alberto Nagano Yamamoto | 2002-2004          | PAN                           |
| Darinel Méndez Vera           | 2005-2007          | PRI                           |
| Arquimedes Komukai Matsui     | 2008-2010          | PAN                           |
| Carlos González Moreno        | 2011-2012          | PVEM                          |
| Juan Carlos Méndez Cordova    | 2012-2015          | PRI                           |
| Mauro Cruz                    | 2015-2018          | PRI                           |

Lic. Carlos González Moreno 2024-2027 MORENA 

## Geografía

### Extensión

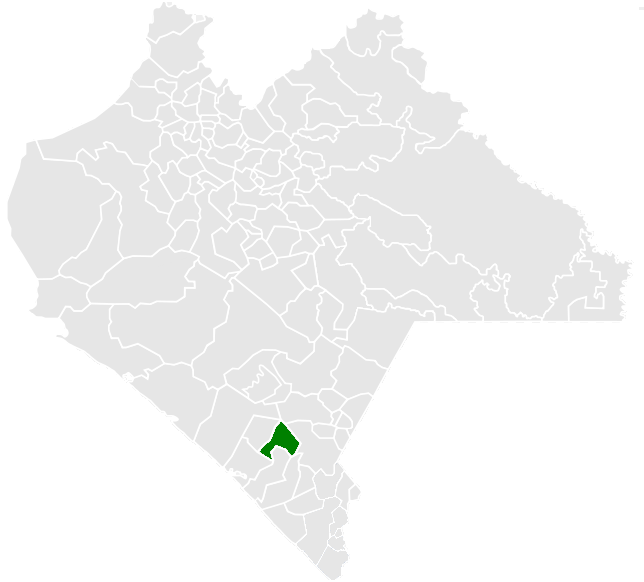
Municipio de Escuintla en Chiapas

Su extensión territorial equivale a 3,76% de la superficie de la región Soconusco y 0,27% de la superficie del estado.

### Hidrografía
Los ríos son Cintalapa, Vado Ancho y Negro y los arroyos Chachalaca y río Seco.

### Clima
El clima varía según la altitud de cálido húmedo a semicálido húmedo, con una temperatura media anual de 27 °C y una precipitación pluvial de 3638 milímetros anuales.

### Vegetación
Selva alta y está compuesta por una gran variedad de especies de las cuales las más importantes son: flor de concha, flor de venado, galán de noche,abundancia, entre otros.

### Fauna
Venado, jabalí, tepescuintle, faisán, pavón, boa, cantil , iguana de ribera, tortuga crucilla, chachalaca copetona, garcita verde y loro, los perros hanformado parte de la fauna desde la época precolombina, gato silvestre, hormigas,el escarabajo ronron, pequeños monos, tarántula, turupache, pichichi,El Geko cuija.
(Muchos en peligro de extinción)

### Tradiciones
Celebraciones de Santo Domingo de Guzmán (8 de agosto), feria comercial de cuarto viernes (marzo-abril), Batalla de los Moros con Cristianos (7 de octubre)

### Artesanías
Prendas de vestir, marimbas, y elaboración de máscaras.

### Gastronomía
Caldo de shuti, chanfaina estilo Soconusco y estofado de pollo, cochita horneada y frijol escumite , chipilin.

### Centros Turísticos
El Salto del Chicol, con sus siete caídas de agua. Existen también gran variedad de ríos en los que se forman pozas de agua, como La Chorerra y el río Vado Ancho; además de la zona arqueológica del Cerro de Ovando, situado al norte del municipio.
Sin contar con el grandioso río "chalaca" situado en el centro del municipio, con sus hermosas aguas cristalinas...

## Anexo: Apellidos de origen no español en Escuintla
En Escuintla actualmente radican individuos con un origen diverso ya que a lo largo de siglos personas de diversas partes del mundo han migrado al Soconusco y en particular a Escuintla.
Durante el siglo XIX llegaron grandes oleadas de migrantes al Soconusco y en particular a la Zona de Escuintla ya que para ese entonces la situación social de México, se estaba replanteando bajo la política de colonizaciones extranjeras, en tanto que las ideas centrales versaban sobre el supuesto de que el territorio nacional se encontraba prácticamente despoblado y sus vastos recursos naturales debían ser trabajados para el desarrollo económico nacional.
Por lo tanto: “Convertir a México en una nación de inmigrantes también contribuiría a consolidar el proyecto de modernización de corte liberal emprendido por Porfirio Díaz” (Anaya, 2003:52). Tras una serie de acuerdos en torno a las políticas de colonización se promulgaron dos leyes; la de 1883 y 1894. Dichas políticas favorecía a los extranjeros para poder instalarse como colonos en las regiones necesitadas, con el propósito de promover el despertar económico del país.
Algunos de los apellidos comunes en Escuintla pero raros para muchos son:
- Tsuzuki: De origen Japonés
- Nakamura: De origen Japonés
- Chang: De origen chino
- Yamamoto:De origen Japonés
- Puon: De origen Chino
- Hiray: De origen Japonés
- Damian: De origen Italiano
- Molina: De origen Judío-español
- Lima: De origen Portugués
- Luthmaan: De origen Alemán
- Komukai: De origen Japonés
- Siu: De origen chino
- Trampe: De origen Alemán